# Pärnäs

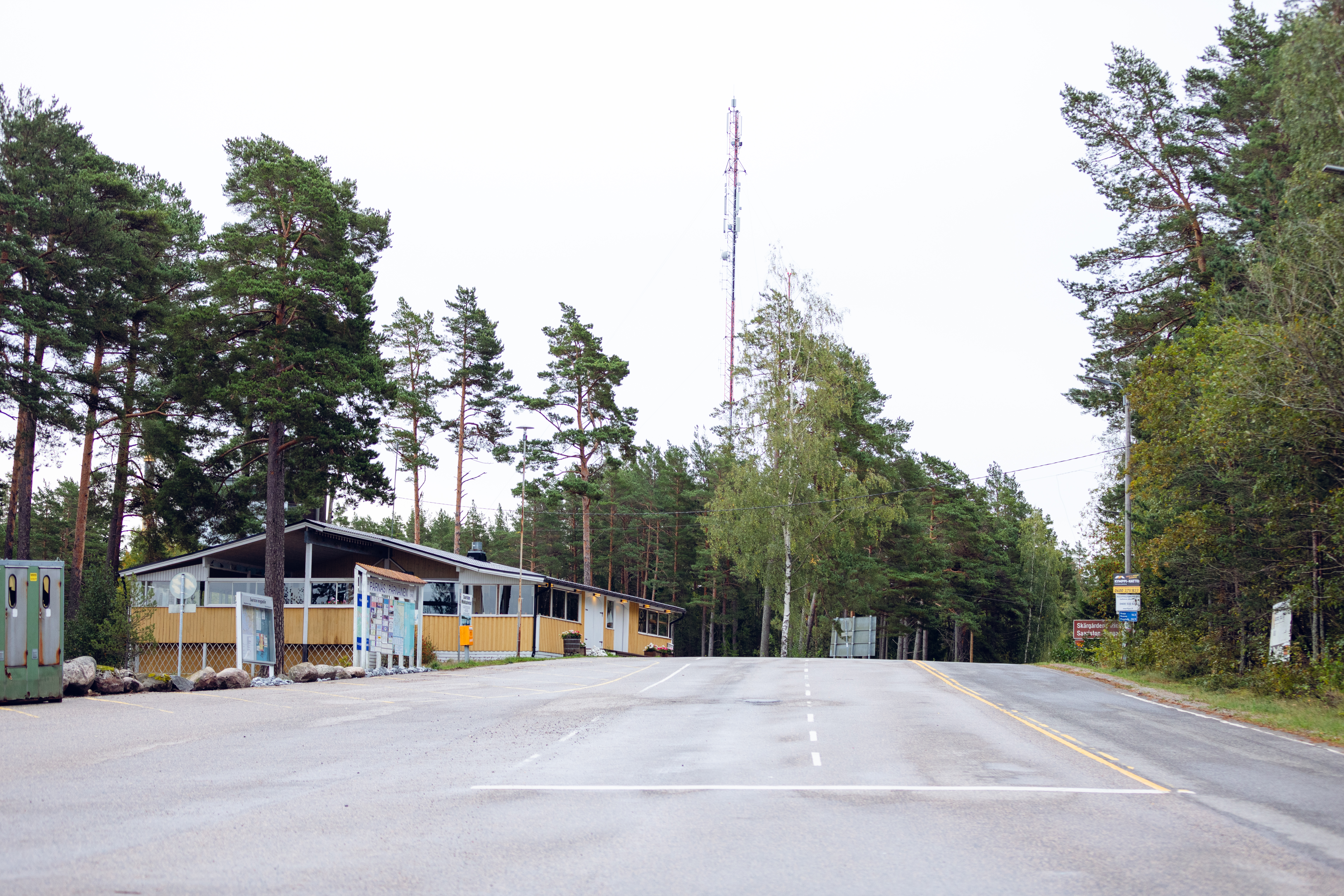
Pärnäs färjfäste.

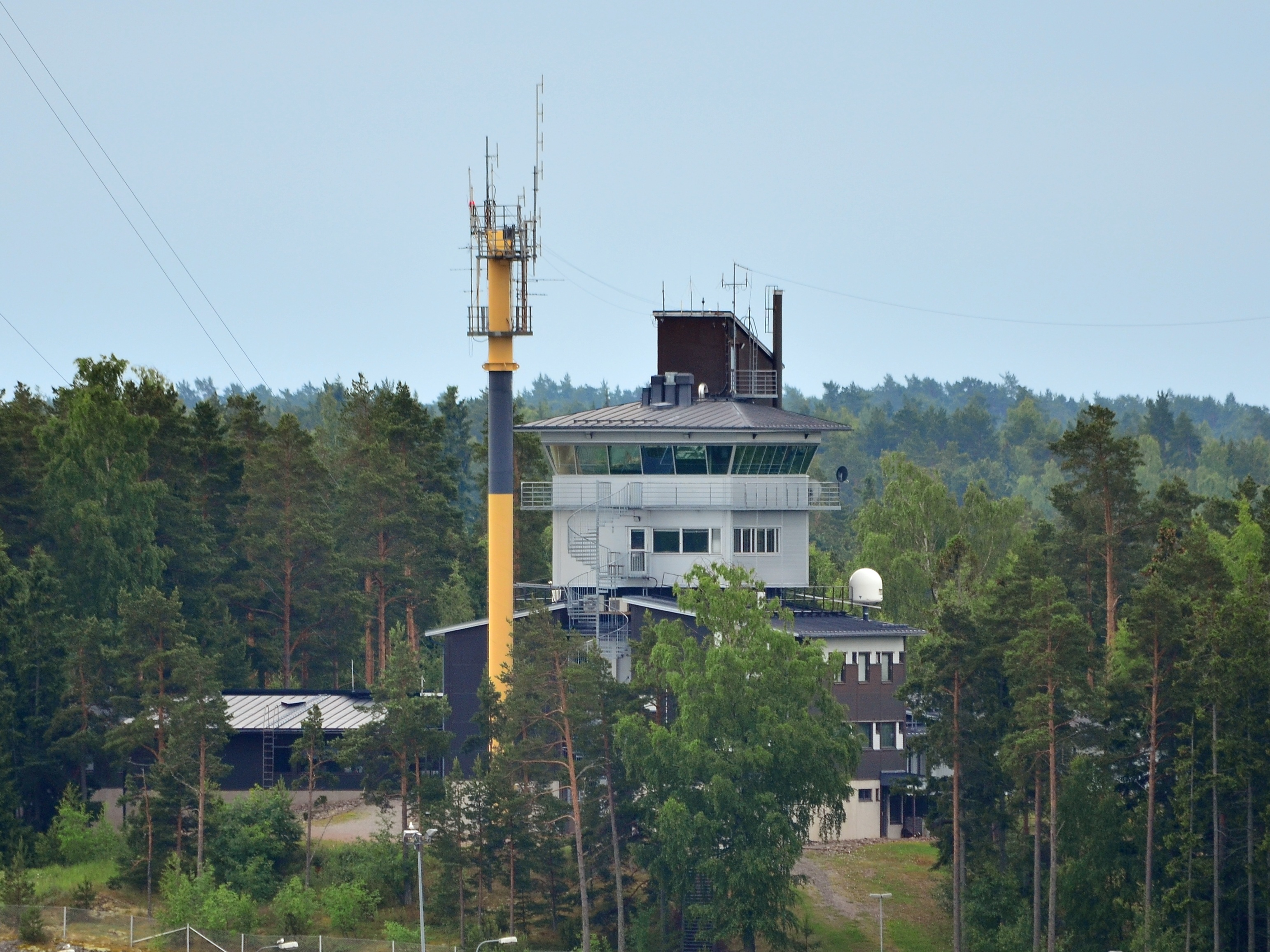
Pärnäs sjöbevakningsstation och Turku Radio.

Pärnäs (uttalas pä:r-, finska: Pärnäinen), är en färjehamn i Nagu i kommunen Pargas i landskapet Egentliga Finland.
Från Pärnäs går vägfärjan till Korpo och förbindelsebåtar till Utö och Nagu södra ruttområde. Här finns också Nagu sjöbevakningsstation och Skärgårdshavets VTS-central. Den senare skall dock, efter många år av osäkerhet, flyttas till Åbo.

## Bilder

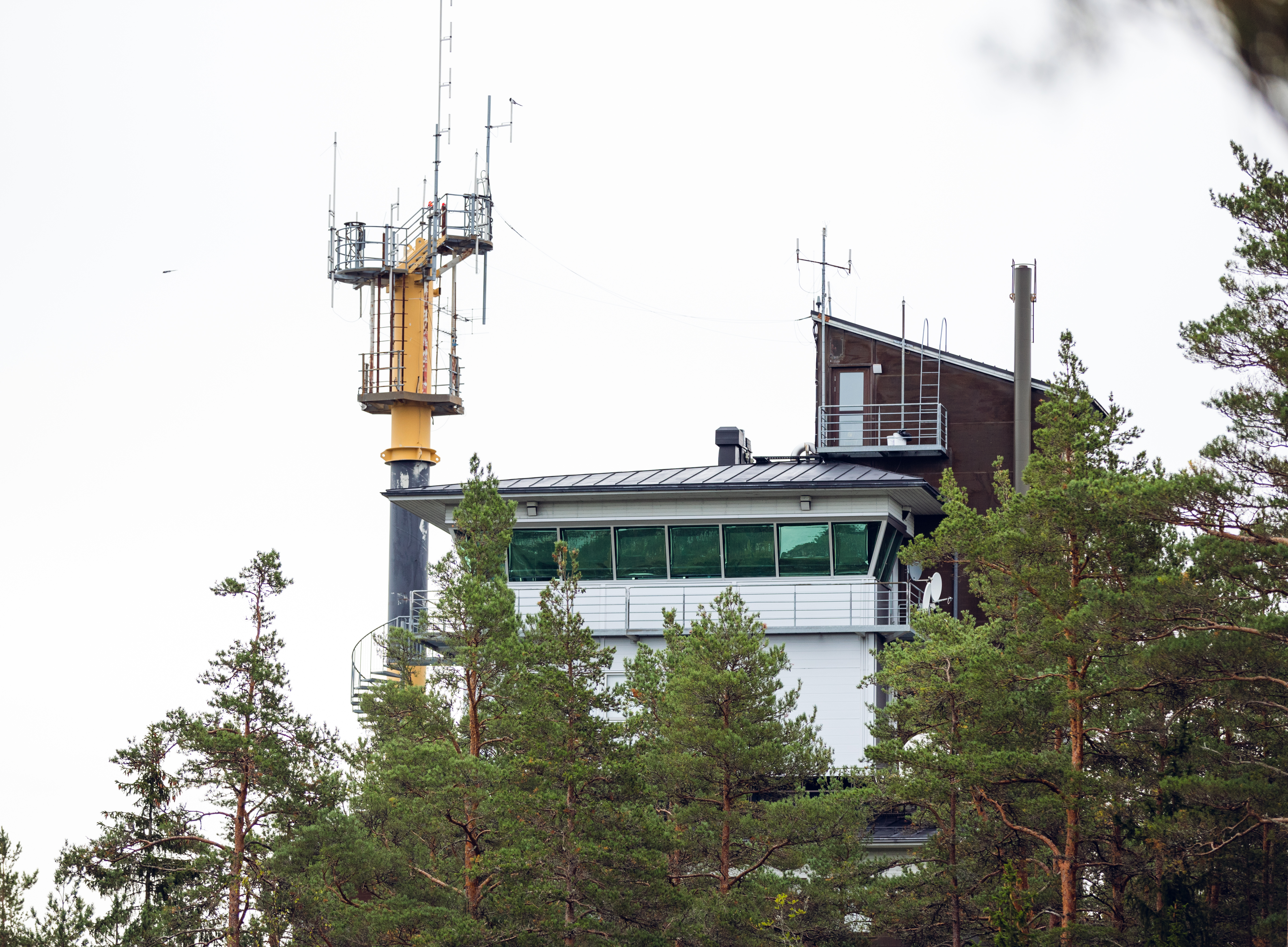
Sjöbevakningsstationen.
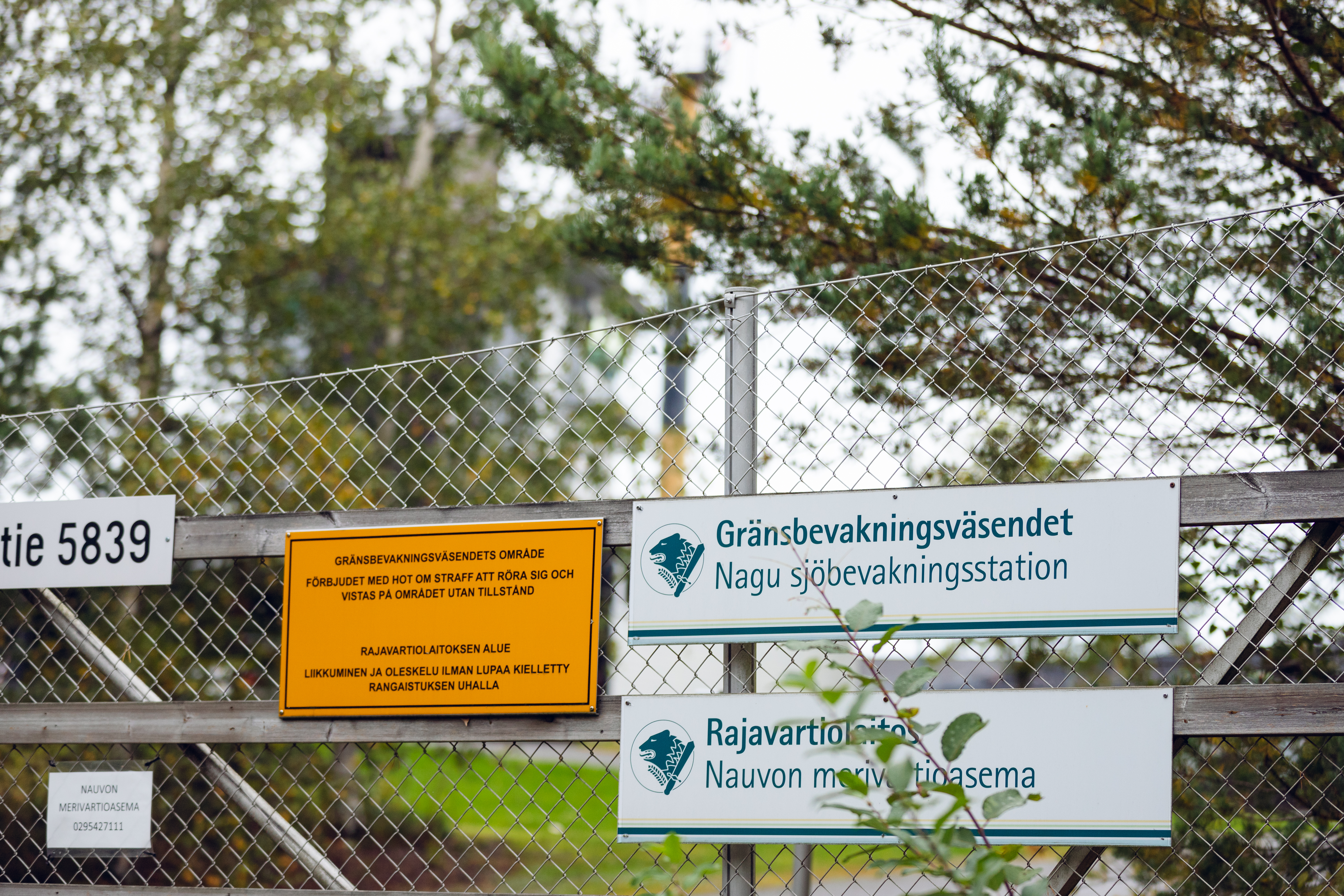
Stängslet till sjöbevakningsstationen.
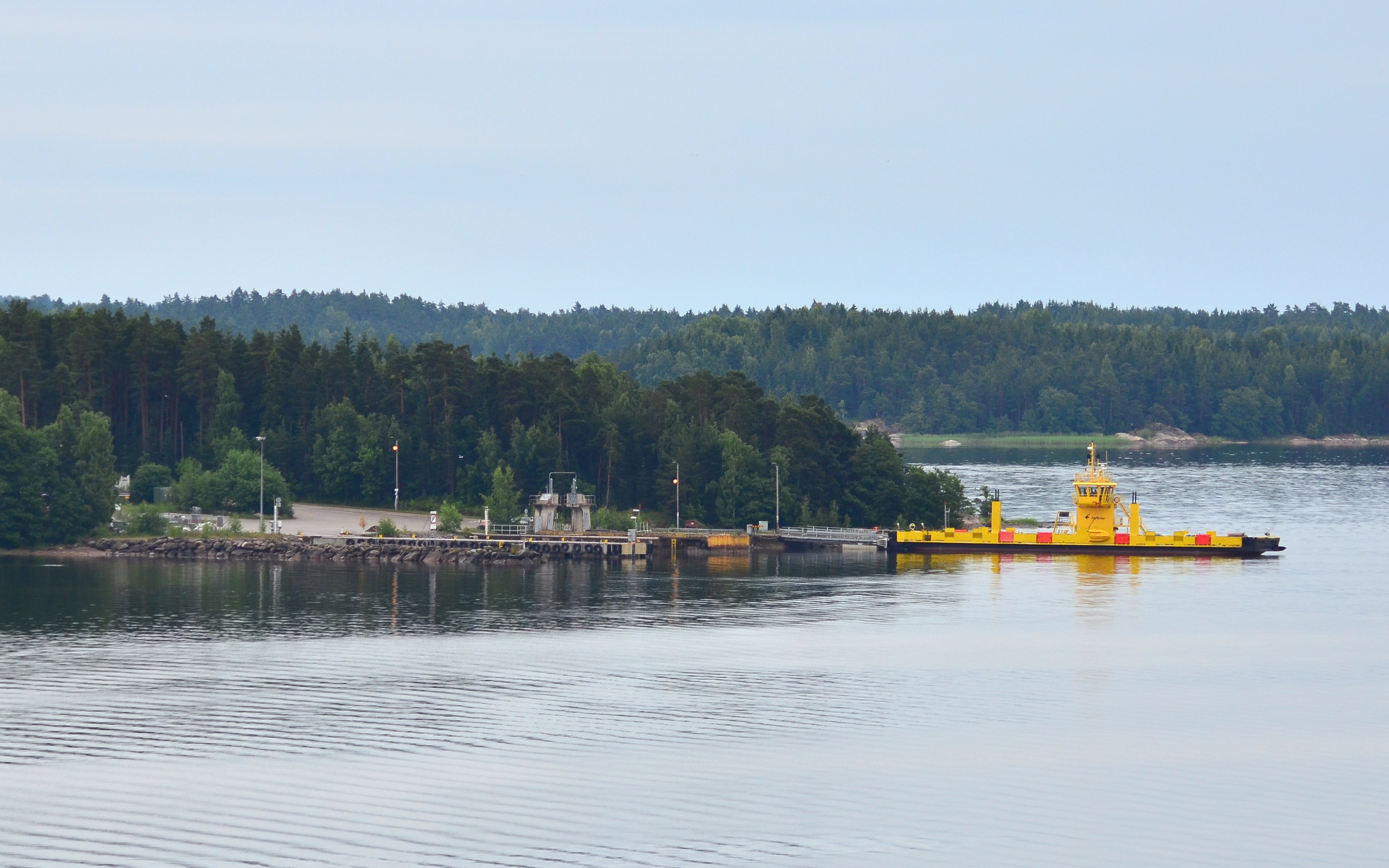
Pärnäs färjeläge.
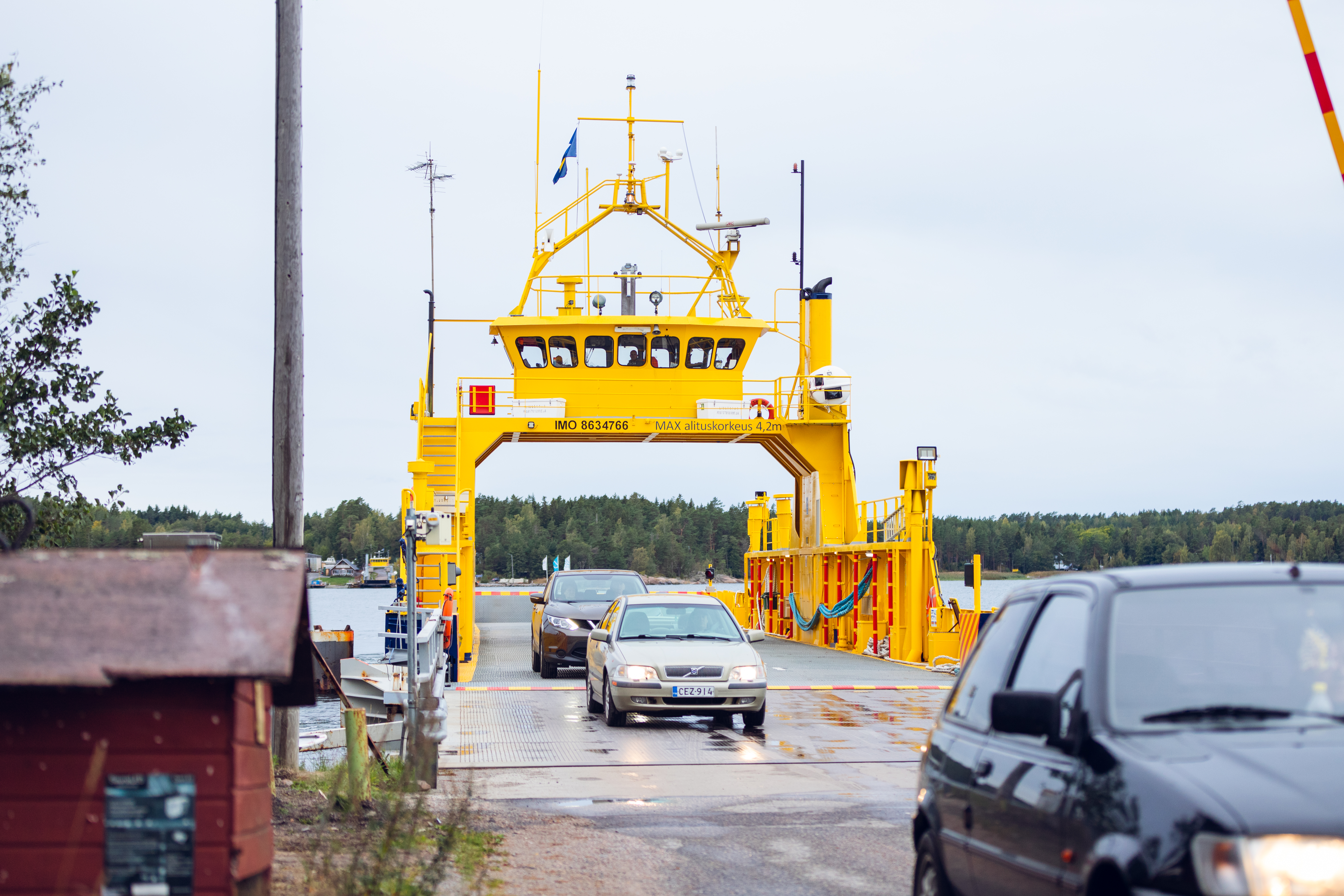
Färjan Replot 2.